# 1999年の横浜ベイスターズ
1999年の横浜ベイスターズ（1999ねんのよこはまベイスターズ）では、1999年の横浜ベイスターズの動向をまとめる。
この年の横浜ベイスターズは、権藤博監督の2年目のシーズンである。

## 概要
前年、権藤監督1年目で38年ぶりのセ・リーグ優勝と日本一を達成したチームは、球団史上初の連覇達成を期待されたが、開幕6連敗を喫する。マシンガン打線の好調を投手陣が無駄にするなど、投打のアンバランスが現れ開幕ダッシュには失敗。それでも5月以降は巻き返し、7月には広島や阪神を抜いて3位に浮上。しかし、打線は好調でも先発陣が打ちこまれる試合は相変わらず続き、11年ぶり優勝の中日に10ゲーム差を付けられて、3位でシーズンを終えた。
打撃陣は、円熟期のロバート・ローズはじめ、前年まで2年連続首位打者の鈴木尚典、大ベテラン駒田徳広、切り込み隊長の石井琢朗、2番の波留敏夫などが打ちまくって、リーグ打率は中日・巨人をしのぎ.294の1位で、本塁打も前年の100本から140本へと増えた。
一方、投手陣のチーム防御率は、前年の3.49から4.44へと大幅に低下した（この年の防御率1位は中日の3.39）。先発の川村丈夫（17勝）と斎藤隆（14勝）が2人で31勝を挙げ、前年は故障でシーズンの大半を離脱していた福盛和男が三浦大輔と並んで9勝を挙げたが、前年に13勝（斎藤とともにチーム最多勝利）を挙げた野村弘樹は故障でわずか7試合登板・1勝に終わる。救援陣も、守護神の佐々木主浩は防御率1.93・19セーブを記録したが、シーズン途中で故障のため戦線離脱。中継ぎ陣は、プロ初勝利を含む6勝（2敗2セーブ・防御率2.16）を挙げた森中聖雄を除き、多くの投手が前年より成績を落とした。
シーズン終了後、ロッテを自由契約になった小宮山悟を獲得。一方で佐々木がフリーエージェント (FA) の権利行使を宣言してMLBのシアトル・マリナーズへ移籍し、チームは転換期を迎える。

## チーム成績

### レギュラーシーズン
|   | 開幕：4/2 | 開幕：4/2 | 5/1 | 5/1      | 6/1 | 6/1      | 7/2 | 7/2      | 8/1 | 8/1      | 9/1 | 9/1      |
| - | --------- | --------- | --- | -------- | --- | -------- | --- | -------- | --- | -------- | --- | -------- |
| 1 | 遊        | 石井琢朗  | 遊  | 石井琢朗 | 遊  | 石井琢朗 | 遊  | 石井琢朗 | 遊  | 石井琢朗 | 遊  | 石井琢朗 |
| 2 | 中        | 波留敏夫  | 中  | 波留敏夫 | 中  | 波留敏夫 | 中  | 波留敏夫 | 中  | 波留敏夫 | 中  | 波留敏夫 |
| 3 | 左        | 鈴木尚典  | 左  | 鈴木尚典 | 左  | 鈴木尚典 | 左  | 鈴木尚典 | 左  | 鈴木尚典 | 左  | 鈴木尚典 |
| 4 | 二        | ローズ    | 二  | ローズ   | 二  | ローズ   | 二  | ローズ   | 二  | ローズ   | 二  | ローズ   |
| 5 | 一        | 駒田徳広  | 一  | 駒田徳広 | 一  | 駒田徳広 | 一  | 駒田徳広 | 一  | 駒田徳広 | 一  | 駒田徳広 |
| 6 | 右        | 中根仁    | 右  | 佐伯貴弘 | 三  | ポゾ     | 三  | ポゾ     | 右  | 中根仁   | 右  | 佐伯貴弘 |
| 7 | 三        | 進藤達哉  | 三  | ポゾ     | 右  | 中根仁   | 右  | 佐伯貴弘 | 三  | 進藤達哉 | 三  | 進藤達哉 |
| 8 | 捕        | 谷繁元信  | 捕  | 谷繁元信 | 捕  | 谷繁元信 | 捕  | 谷繁元信 | 捕  | 谷繁元信 | 捕  | 川﨑義文 |
| 9 | 投        | 三浦大輔  | 投  | 戸叶尚   | 投  | 福盛和男 | 投  | 斎藤隆   | 投  | 斎藤隆   | 投  | 福盛和男 |

| 順位 | 4月終了時 | 4月終了時 | 5月終了時 | 5月終了時 | 6月終了時 | 6月終了時 | 7月終了時 | 7月終了時 | 8月終了時 | 8月終了時 | 最終成績 | 最終成績 |
| ---- | --------- | --------- | --------- | --------- | --------- | --------- | --------- | --------- | --------- | --------- | -------- | -------- |
| 1位  | 中日      | --        | 中日      | --        | 中日      | --        | 中日      | --        | 中日      | --        | 中日     | --       |
| 2位  | 巨人      | 5.0       | 阪神      | 2.5       | 巨人      | 2.0       | 巨人      | 5.0       | 巨人      | 3.0       | 巨人     | 6.0      |
| 3位  | 阪神      | 5.0       | 広島      | 5.0       | 阪神      | 4.5       | 横浜      | 8.0       | 横浜      | 8.5       | 横浜     | 10.0     |
| 4位  | 広島      | 6.5       | ヤクルト  | 5.0       | 広島      | 4.5       | ヤクルト  | 11.5      | ヤクルト  | 13.5      | ヤクルト | 15.0     |
| 5位  | ヤクルト  | 6.5       | 巨人      | 7.0       | 横浜      | 5.0       | 阪神      | 12.5      | 阪神      | 15.0      | 広島     | 24.0     |
| 6位  | 横浜      | 7.0       | 横浜      | 7.5       | ヤクルト  | 8.0       | 広島      | 14.0      | 広島      | 20.0      | 阪神     | 26.0     |

| 順位 | 球団               | 勝 | 敗 | 分 | 勝率 | 差   |
| 1位  | 中日ドラゴンズ     | 81 | 54 | 0  | .600 | 優勝 |
| 2位  | 読売ジャイアンツ   | 75 | 60 | 0  | .556 | 6.0  |
| 3位  | 横浜ベイスターズ   | 71 | 64 | 0  | .526 | 10.0 |
| 4位  | ヤクルトスワローズ | 66 | 69 | 0  | .489 | 15.0 |
| 5位  | 広島東洋カープ     | 57 | 78 | 0  | .422 | 24.0 |
| 6位  | 阪神タイガース     | 55 | 80 | 0  | .407 | 26.0 |

## オールスターゲーム1999
| - ファン投票 選出なし | - 監督推薦 斎藤隆 川村丈夫 佐々木主浩 島田直也 谷繁元信 石井琢朗 ローズ 鈴木尚典 |

## 表彰選手
| リーグ・リーダー | リーグ・リーダー | リーグ・リーダー | リーグ・リーダー |
| 選手名           | タイトル         | 成績             | 回数             |
| ---------------- | ---------------- | ---------------- | ---------------- |
| ローズ           | 首位打者         | .369             | 初受賞           |
| ローズ           | 打点王           | 153打点          | 6年ぶり2度目     |
| 石井琢朗         | 盗塁王           | 39個             | 2年連続3度目     |

| ベストナイン       | ベストナイン | ベストナイン  |
| 選手名             | ポジション   | 回数          |
| ------------------ | ------------ | ------------- |
| ローズ             | 二塁手       | 3年連続5度目  |
| 石井琢朗           | 遊撃手       | 3年連続3度目  |
| ゴールデングラブ賞 |              |               |
| 選手名             | ポジション   | 回数          |
| 駒田徳広           | 一塁手       | 7年連続10度目 |
| 進藤達哉           | 三塁手       | 3年連続3度目  |

## ドラフト
網掛けの選手は逆指名による入団
| 順位 | 選手名   | ポジション | 所属           | 結果 |
| ---- | -------- | ---------- | -------------- | ---- |
| 1位  | 田中一徳 | 外野手     | PL学園高       | 入団 |
| 2位  | 木塚敦志 | 投手       | 明治大学       | 入団 |
| 3位  | 村西哲幸 | 投手       | 比叡山高       | 入団 |
| 4位  | 鈴木寛樹 | 投手       | 掛川西高       | 入団 |
| 5位  | 南竜介   | 投手       | 報徳学園高     | 入団 |
| 6位  | 七野智秀 | 内野手     | PL学園高       | 入団 |
| 7位  | 中野渡進 | 投手       | 三菱自動車川崎 | 入団 |
| 8位  | 八馬幹典 | 内野手     | 三菱自動車京都 | 入団 |